# The Brown Bunny
The Brown Bunny è un film del 2003 scritto, diretto e interpretato da Vincent Gallo, alla sua seconda regia cinematografica.

## Trama
Il viaggio di Bud Clay, anima persa, travagliata da un amore finito male, comincia nel New Hampshire, dove ha appena concluso una gara motociclistica. Da lì l'uomo parte con il suo furgone per Los Angeles e lungo la strada incontrerà tre donne che però non riusciranno a liberarlo dalla sua ossessione per la sua fidanzata Daisy, la ragazza che ha amato fin dall'infanzia. Passando attraverso l'America hopperiana delle province solitarie e delle stazioni di servizio sperdute nel nulla, Bud farà visita alla famiglia di lei, al suo brown bunny, il coniglio dei giochi di quand'erano bambini, tornando insistentemente col pensiero alla ragazza dei suoi sogni. Giunto nella "città degli angeli" dopo un lungo e sofferto pellegrinaggio, Bud si scontrerà finalmente con la verità dei fatti che ha sempre voluto rimuovere, ovvero che Daisy in realtà è morta.

## Produzione
Proprio per la necessità di praticare un rapporto orale autentico, le due attrici precedentemente scelte per il ruolo di Daisy, dapprima Kirsten Dunst e successivamente Winona Ryder, hanno abbandonato il progetto.

## Distribuzione
Presentato in concorso al 56º Festival di Cannes, ha suscitato scalpore tra pubblico in sala e critica per la scena finale in cui Gallo, anche protagonista della pellicola, riceve una fellatio non simulata da Chloë Sevigny, protagonista femminile e, al tempo, sua compagna anche nella vita reale.
I diritti per la commercializzazione su DVD del film sono stati acquistati dalla Sony Pictures.

## Critica
La critica di tutto il mondo, che aveva accolto bene il primo film da regista di Gallo, Buffalo '66 (1998), ha stroncato questa seconda pellicola, etichettandola in poco tempo come la peggiore mai ammessa al prestigioso Festival di Cannes, chiedendosi anche come potesse essere stata ammessa alla manifestazione. In Italia il critico Paolo D'Agostini su la Repubblica del 22 maggio 2003 ha scritto «Un festival così importante non dovrebbe essere complice di chi il cinema lo vuole morto.». Al contrario i Cahiers du cinéma hanno inserito il film tra i migliori 10 usciti nel 2004.

## Premi e riconoscimenti
- Viennale 2003: Premio FIPRESCI